# Charlyn
Charlyn ist ein weiblicher Vorname.

## Herkunft
Der Name ist die französische und arabische Form von Charlene.

## Namensträger
- Charlyn Corral (* 1991), mexikanische Fußballspielerin.
- Charlyn Marie Marshall (* 1972), US-amerikanische Musikerin und Songwriterin.